# Površinski napon
Površinski napon je privlačna osobina površine tečnosti. On uzrokuje da površina dela tečnosti bude privučena do druge površine. Primenjujući Njutnovu fiziku na sile koje nastaju zbog površinskog napona, možemo tačno predvideti mnoštvo osobina tečnosti. Primenjujući zakone termodinamike na te iste sile, možemo predvideti i suptilnija ponašanja tečnosti.
Površinski napon ima dimenziju sile po jedinici dužine, ili energija po jedinici površine. Ove dve jedinice su ekvivalentne — ali kada se govori o energiji po jedinici površine, najčešće se koristi termin površinska energija — koji je opštiji termin u smislu da se primenjuje i na čvrsta tela, a ne samo na tečnosti.

## Uzrok
Površinski napon je uzrokovan privlačenjem između molekula tečnosti pomoću raznih međumolekulskih sila. U masi tečnosti, svaki molekul biva privlačen jednako u svim pravcima od strane susednih molekula tečnosti, što rezultuje rezultantom svih sila, koja je jednaka nuli. Na površini tečnosti, molekuli bivaju privlačeni prema dole od strane molekula koje se nalaze dublje u tečnosti, dok ih molekule u susjednom mediju (vakuumu, vazduhu ili nekoj drugoj tečnost) ne privlače tim intenzitetom. Molekuli na površini su pod uticajem privlačne molekularne sile, koja se uravnotežuje jedino preko otpora te tečnosti na pritisak, što znači da nema rezultantne sile privlačenja molekula sa površine od strane molekula u dubini tečnosti. Međutim, postoji sila koja umanjuje površinu, te zbog ovoga površina tečnosti dobija rastegnutu elastičnu membranu. Zbog ovoga se tečnost pomera sve dok ne dobije lokalno najmanju moguću površinu.
Drugi način da gledanja je da molekul u kontaktu sa susednom molekulom ima niže energetsko stanje od slučaja kada nije u kontaktu sa susednom molekulom. Unutrašnji molekuli imaju susedne molekule sa svih strana. Granični molekuli imaju manji broj susednih molekula od unutrašnjih, te su, zbog toga, na višem energetskom stanju. Kako bi tečnost smanjila svoje energetsko stanje, ona mora smanjiti broj graničnih molekula, te, zbog toga, mora smanjiti svoju površinu.
Kao rezultat smanjenja površine, površina će poprimiti najglađi mogući oblik (matematički dokaz da "glatki" oblici minimizuju površinu oslanja se na upotrebu Ojler–Lagranžove jednačine). Pošto bilo koje zakrivljenje na obliku površine rezultuje većom površinom, takođe će rezultovati i višom energijom. Na kraju će površina potiskivati svako zakrivljenje.

## Osnovna fizika

### Dodirni uglovi
Pošto ni jedna tečnost ne može dugo opstati u savršenom vakuumu, površina bilo koje tečnosti je granica između tečnosti i nekog drugog medija. Gornja površina bare, na primer, je granica između vode iz bare i vazduha. Površinski napon, tada, nije osobina samo tečnosti, nego i osobina granice te tečnosti sa drugim medijem. Ako je tečnost u sudu, tada, osim granice tečnost-gas na gornjoj površini, postoji takođe i granica između tečnosti i zidova suda. Površinski napon između tečnosti i vazduha obično je različit (veći) od površinskog napona sa zidovima suda. A gde se dve površine sreću, njihova geometrija mora biti takva da se sve sile uravnoteže.
Gde se dve površine sreću, one formiraju dodirni ugao, {\displaystyle \scriptstyle \theta }, koji je ugao kojeg tangenta na površinu pravi sa čvrstom površinom. Dijagram na desnoj strani prikazuje dva primera. Naponske sile su prikazane na granicama tečnost-vazduh, tečnost-čvrsto telo i čvrsto telo-vazduh. Primer levo prikazuje slučaj kada je razlika između površinskog napona tečnost-čvrsto telo i čvrsto telo-vazduh, {\displaystyle \scriptstyle \gamma _{\mathrm {ls} }-\gamma _{\mathrm {sa} }}, manja od površinskog napona tečnost-gas, {\displaystyle \scriptstyle \gamma _{\mathrm {la} }}, ali je i pored toga pozitivna,
{\displaystyle \gamma _{\mathrm {la} }\ >\ \gamma _{\mathrm {ls} }-\gamma _{\mathrm {sa} }\ >\ 0}
Na dijagramu, i vertikalne i horizontalne sile se moraju poništiti u istoj tački. Horizontalna komponenta od {\displaystyle \scriptstyle f_{\mathrm {la} }} se poništi sa adhezivnom silom, {\displaystyle \scriptstyle f_{\mathrm {A} }}.
{\displaystyle f_{\mathrm {A} }\ =\ f_{\mathrm {la} }\sin \theta }
Informativniji balans sila je u vertikalnom pravcu. Vertikalna komponenta od {\displaystyle \scriptstyle f_{\mathrm {la} }} mora poništiti silu, {\displaystyle \scriptstyle f_{\mathrm {ls} }}.
{\displaystyle f_{\mathrm {ls} }-f_{\mathrm {sa} }\ =\ -f_{\mathrm {la} }\cos \theta }
Pošto su sile direktno proporcionalne njihovim površinskim naponima (respektivno), imamo da je:
{\displaystyle \gamma _{\mathrm {ls} }-\gamma _{\mathrm {sa} }\ =\ -\gamma _{\mathrm {la} }\cos \theta }
gde je
- {\displaystyle \scriptstyle \gamma _{\mathrm {ls} }} površinski napon tečnost-čvrsto telo,
- {\displaystyle \scriptstyle \gamma _{\mathrm {la} }} površinski napon tečnost-vazduh,
- {\displaystyle \scriptstyle \gamma _{\mathrm {sa} }} površinski napon čvrsto telo-vazduh,
- {\displaystyle \scriptstyle \theta } je dodirni ugao, gde konkavni (udubljeni) meniskus ima dodirni ugao manji od 90°, a konveksni (ispupčeni) meniskus ima dodirni ugao veći od 90°.

Ovo znači da je, uprkos poteškoćama u direktnom merenju razlike između površinskih napona tečnost-čvrsto telo i čvrsto telo-vazduh, {\displaystyle \scriptstyle \gamma _{\mathrm {ls} }-\gamma _{\mathrm {sa} }}, moguće je zaključiti koliko oni iznose pomoću merenja dodirnog ugla (koji se mere), {\displaystyle \scriptstyle \theta }, ako je površinski napon tečnost-vazduh, {\displaystyle \scriptstyle \gamma _{\mathrm {la} }}, poznat.
Isi odnos postoji i kod dijagrama na desnoj strani slike. Ali u ovom slučaju vidimo da je, zbog činjenice da je dodirni ugao manji od 90°, razlika površinskog napona tečnost-čvrsto telo/čvrsto telo-vazduh mora biti negativna:
{\displaystyle \gamma _{\mathrm {la} }\ >\ 0\ >\ \gamma _{\mathrm {ls} }-\gamma _{\mathrm {sa} }}

#### Posebni dodirni uglovi
U posebnom slučaju granice voda-srebro, gde je dodirni ugao jednak 90°, razlika površinskog napona tečnost-čvrsto telo / čvrsto telo-vazduh je jednaka nuli.
Drugi posebni slučaj je kada je dodirni ugao 180°. Voda sa posebno pripremljenim teflonom približno ima tu vrednost dodirnog ugla. Dodirni ugao od 180° pojavljuje se kada je površinski napon tečnost-čvrsto telo tačno jednak površinskom naponu tečnost-vazduh.
{\displaystyle \gamma _{\mathrm {la} }\ =\ \gamma _{\mathrm {ls} }-\gamma _{\mathrm {sa} }\ >\ 0\qquad \theta \ =\ 180^{\circ }}

## Efekti

### Tečnost u vertikalnoj cevi
Ako je cev dovoljno uska, a adhezija tečnosti prema njenim zidovima dovoljno jaka, površinski napon može vući tečnost uz cijev, što predstavlja fenomen poznat pod nazivom kapilarni efekt. Visina na koju je stubac tečnosti podignut računa se preko formule:
{\displaystyle h\ =\ {\frac {2\gamma _{\mathrm {la} }\cos \theta }{\rho gr}}}
gde je
- {\displaystyle \scriptstyle h} visina izdignute tečnosti,
- {\displaystyle \scriptstyle \gamma _{\mathrm {la} }} površinski napon tečnost-vazduh,
- {\displaystyle \scriptstyle \rho } gustina tečnosti,
- {\displaystyle \scriptstyle r} radijus kapilara (cevi),
- {\displaystyle \scriptstyle g} gravitaciono ubrzanje,
- {\displaystyle \scriptstyle \theta } je dodirni ugao. Uočite da će, ako je {\displaystyle \scriptstyle \theta } veći od 90°, kao kod žive u staklenom spremniku, tečnost biti spuštena, a ne uzdignuta.

## Određivanje koeficijenta površinskog napona tečnosti

### Fizička pojava koja se ispituje
Površinski napon tečnosti - pojava koja se javlja na slobodnoj površini tečnosti. Ispoljava se kao sila koja teži da slobodnu površinu tečnosti svede na najmanju meru, da je zategne(skupi), tako da se slobodna površina tečnosti ponaša kao elastična opna - membrana. 
Mera površinskog napona tečnosti naziva se koeficijent površinskog napona tečnosti, to je sila zatezanja, koja deluje normalno na jedinicu dužine, po površini tečnosti. Prema tome jedinica za koeficijent površinskog napona tečnosti je Nm-1.
Koeficijent površinskog napona  zavisi od prirode tečnosti, primesa i temperature. Ako ima primesa i temperatura je viša, koeficijent površinskog napona je manji.
Metoda kapilarne cevi je najpouzdanija metoda za određivanje koeficijenta površinskog napona tečnosti. Zasniva se na merenju visine podizanja tečnosti u kapilari poznatog prečnika usled delovanja površinskog napona tečnosti.,,
Tečnost čiji se koeficijent površinskog napona određuje je destilovana voda.

### Aparatura za određivanje koeficijenta površinskog napona tečnosti

#### Delovi aparature
1. postolje
2. vertikalni nosač
3. staklena posuda
4. staklena kapilara pričvršćena za
5. lenjir sa milimetarskom podelom
6. vazdušna pumpa

### Merni postupak
- Čista staklena posuda (3) se napuni destilovanom vodom.
- Vazdušnom pumpom (6) se produva (osuši) prethodno očišćena staklena kapilara (4), pričvršćena za lenjir sa milimetarskom podelom (5) uz koji vertikalno klizi.
- Pripremljena kapilara se hvata samo za gornji deo, koji se ne potapa u vodu.
- Kapilara se svojim donjim delom uranja u destilovanu vodu i to skoro do dna posude, a onda se polako podiže na neku proizvoljnu dubinu, bliže nivou vode u posudi.
- Obrazuje se stub vode u kapilari. Da bi se tom prilikom otklonile grube greške opеt upotrebiti vazdušnu pumpu (6), otpuštajući stisnuti balon pumpe.
- Na lenjiru (5) očitava se visina vode u kapilari.
- Nulti podeok na lenjiru je u nivou vode u posudi.
- Kapilaru potpuno izvaditi iz vode i ponoviti ceo eksperiment.
- Izvršiti dovoljan broj merenja.

## Galerija efekata
- Kap vode leži na tekstilu sa malim rupama, površinski napon sprečava pretok
- Fotografija tekuće vode koja prianja uz ruku. Površinski napon stvara sloj vode između strujanje i ruke.
- Mehurić balansira sile površinskog napona sa unutrašnjim pneumatskim pritiskom.
- Površinski napon sprečava da novčić potone: novčić je gušći od vode, tako da ne može plutati samo zbog potiska.
- Celi cvet leži ispod nivoa (neraspoređene) slobodne površine. Voda se blago uzdiže oko ivica cveta. Površinski napon sprečava da voda potopi cvet.
- Fotografija prikazuje fenomen pod nazivom "vinske suze".
- Svježa jutarnja rosa.
- Metalna spajalica pluta na vodi.
- Aluminijumski novčić pluta na površini vode na 10 °. Bilo koja dodatna težina potopila bi novčić do dna.

## Podaci
| Tečnost                                        | Temperatura (°) | Površinski napon , γ |
| ---------------------------------------------- | --------------- | -------------------- |
| Sirćetna kiselina                              | 20              | 27,6                 |
| Sirćetna kiselina (40,1%) + voda               | 30              | 40,68                |
| Sirćetna kiselina (10,0%) + voda               | 30              | 54,56                |
| Aceton                                         | 20              | 23,7                 |
| Dietil etar                                    | 20              | 17,0                 |
| Etanol                                         | 20              | 22,27                |
| Etanol (40%) + voda                            | 25              | 29,63                |
| Etanol (11,1%) + voda                          | 25              | 46,03                |
| Glicerol                                       | 20              | 63                   |
| n-heksan                                        | 20              | 18,4                 |
| Hlorovodonična kiselina 17,7M vodenog rastvora | 20              | 65,95                |
| Izopropanol                                    | 20              | 21,7                 |
| Živa                                           | 15              | 487                  |
| Metanol                                        | 20              | 22,6                 |
| n-oktan                                         | 20              | 21,8                 |
| Natrijum hlorid 6,0M vodenog rastvora          | 20              | 82,55                |
| Saharoza (55%) + voda                          | 20              | 76,45                |
| Voda                                           | 0               | 75,64                |
| Voda                                           | 25              | 71,97                |
| Voda                                           | 50              | 67,91                |
| Voda                                           | 100             | 58,85                |

## Literatura
- White, Harvey E. (1948). Modern College Physics. van Nostrand. ISBN 978-0-442-29401-4.
- Butt, Hans-Jürgen; Graf, Karlheinz; Kappl, Michael (2006). Physics and Chemistry of Interfaces. Wiley. стр. 9. ISBN 978-3-527-60640-5.
- Zografov, Nikolay (2014). „Droplet oscillations driven by an electric field”. Colloids and Surfaces A: Physicochemical and Engineering Aspects. 460: 351—354. doi:10.1016/j.colsurfa.2013.12.013.
- Tankovsky, N. (2013). „Electrically Driven Resonant Oscillations of Pendant Hemispherical Liquid Droplet and Possibility to Evaluate the Surface Tension in Real Time”. Zeitschrift für Physikalische Chemie. 227 (12). doi:10.1524/zpch.2013.0420.
- Tankovsky, Nikolay (2011). „Oscillations of a Hanging Liquid Drop, Driven by Interfacial Dielectric Force”. Zeitschrift für Physikalische Chemie. 225 (4): 405—411. doi:10.1524/zpch.2011.0074.
- Pierre-Gilles de Gennes; Françoise Brochard-Wyart; Quéré, David (2002). Capillarity and Wetting Phenomena—Drops, Bubbles, Pearls, Waves. Alex Reisinger. Springer. ISBN 978-0-387-00592-8.

## Spoljašnje veze
- Pregled površinskog napona
- „Molten salts mixture surface tension”. The Journal of Chemical Thermodynamics. 3 (2): 259—265. mart 1971. doi:10.1016/S0021-9614(71)80111-8.